# Лескин, Максим Владимирович
Максим Владимирович Лескин (род. 8 августа 1984, Свердловск) — российский хоккеист, нападающий.

## Биография
Уроженец Свердловска, воспитанник СДЮШОР «Динамо» Москва.. Играл за команды первой и высшей российских лиг «Динамо-Энергия-2» Екатеринбург (1998/99, 1 матч), «Газовик» Тюмень (2000/01 — 2001/02, 2003/04, 2005/06 — 2007/08), «Газовик-Универ» (2001/02, 2003/04, 2008/09), «Мостовик» / «Зауралье» Курган (2002/03, 2004/05 — 2005/06), «Нефтяник» Лениногорск (2003/04), «Автомобилист» Екатеринбург (2007/08), «Югра» Ханты-Мансийск (2008/09), «Рысь» Подольск — Можайск (2008/09 — 2009/10). В декабре 2009 — феврале 2010 провёл 11 матчей в чемпионате Казахстана за «Иртыш» Павлодар.
Серебряный призёр хоккейного турнира зимней Универсиады 2007 года.